# Gabriele Fiamma
Gabriele Fiamma (Venezia, 1533 – Chioggia, 14 luglio 1585) è stato un predicatore, teologo e letterato italiano, nonché vescovo di Chioggia dal 1584 alla morte.

## Biografia

### Origini e formazione
Nacque da Giovanfrancesco, avvocato originario di Bergamo, e da Vincenza Diedo, di famiglia patrizia. Ebbe come insegnante di latino e greco il noto Giovanni Battista Cipelli detto "Egnazio". Nonostante il padre lo volesse militare (tanto che in giovane età l'imperatore Carlo V lo aveva creato conte palatino) a tredici anni decise di entrare nel monastero di Santa Maria della Carità retto dai canonici lateranensi. Passò quindi a Padova presso la comunità di San Giovanni di Verdara, dove proseguì gli studi, in particolare quelli teologici, e seguì le lezioni di Girolamo Vielmi.

### Attività oratoria e letteraria
Dopo l'ordinazione sacerdotale, nel 1556, si dedicò subito alla predicazione divenendo presto uno dei più noti oratori dell'epoca. Girò l'Italia e si fece apprezzare, oltre che a Padova e Venezia, anche a Firenze, Genova, Ravenna e Napoli. Proprio mentre si trovava nella città partenopea, durante la Quaresima del 1562, fu denunziato alla Santa Inquisizione per la sua "dubbia fede" e i suoi scritti vennero esaminati da una commissione guidata dal cardinale Antonio Ghislieri (futuro papa Pio V); sostenuto dai Gonzaga e da Marcantonio Colonna, venne completamente scagionato.
Nel 1565 si ritirò nel monastero dei Santi Quaranta di Treviso, dove trascorse un periodo di meditazione e studio, senza tuttavia rinunciare alla predicazione: nel 1566 era a Padova e nel 1568 a Roma.
Nel 1566 pubblicò la sua prima opera scritta: Prediche fatte in vari tempi in vari luoghi, et intorno a vari soggetti che raccoglie dodici orazioni scritte con uno stile ornato e ricercato. Nel 1570 uscì Rime spirituali (ristampato nel 1573 e 1575), che ebbe un discreto successo specie presso i madrigalisti di fine Cinquecento. Queste raccolgono centoventidue sonetti, dieci canzoni e parafrasi in versi di otto salmi, nove odi e due sestine, nonché una poesia in latino con traduzione; ogni testo è accompagnato da un'approfondita esposizione, in cui compaiono riferimenti a passi biblici e ad autori classici, nonché notizie autobiografiche e meditazioni spirituali; il tema predominante è quello religioso, se si eccettuano due sonetti a sfondo autobiografico e tre sulla minaccia dei Turchi.
Nel 1571 uscì De' discorsi sopra l'Epistole e Vangeli di tutto l'anno. Parte prima, cinquantotto prediche ordinate in base all'anno liturgico; venne ristampata tre volte, mentre la seconda parte, che forse aveva completato, non venne pubblicata.
Nel 1572 risulta nuovamente a Roma e a Napoli. Nel 1575 era ancora nell'Urbe in occasione del giubileo ed ebbe un tale successo che il suo nome compare nel motto Flamma docet, Lupus movet, Panigarola delectat. Frattanto venne creato abate di Santa Maria della Carità e quindi visitatore dei monasteri dei canonici lateranensi. Durante la peste del 1576 tenne, alla presenza del doge Alvise Mocenigo, un discorso sul modo di liberare la città dall'epidemia.
Nel 1578 il capitolo di Ravenna lo elesse abate generale dei canonici. Da questo episodio scaturì una nuova orazione, il De optimi pastoris munere che venne data alle stampe lo stesso anno. Nel 1581 cominciò a pubblicare un'ambiziosa opera, Le vite de' santi divise in XII libri che avrebbe dovuto raccogliere agiografie per ogni giorno dell'anno e che invece rimase incompiuta sino al libro su giugno.

### Vescovo di Chioggia
Alla morte del vescovo di Chioggia Marco Medici, il 30 agosto 1583, molti proposero alla successione Gioseffo Zarlino, maestro di cappella della Basilica di San Marco e noto teorico musicale. Papa Gregorio XIII, invece, decise di porvi il Fiamma, che, nominato il 23 gennaio dell'anno successivo, si insediò il 7 marzo. Il nuovo vescovo si occupò subito di una visita pastorale, quindi concluse un accordo sul caso dello Zarlino, rimasto in sospeso. Con il podestà Giovanni Da Lezze portò a termine il santuario della Beata Vergine della Navicella, la cui costruzione era iniziata all'inizio del secolo dopo un'apparizione mariana.
Morì solo sedici mesi dopo l'inizio dell'episcopato e venne sepolto a Venezia nel monastero della Carità.